# Montgomery Motorcycles
Montgomery Motorcycles fou un dels primers fabricants de motocicletes britànics. Amb seu a Bury St Edmunds, Suffolk, després de la Primera Guerra Mundial la fabricació es va traslladar a Coventry. El fundador, William Montgomery, va ser un innovador i se li atribueix la invenció del sidecar.
Igual que Brough, Montgomery feia servir els millors components disponibles al mercat d'empreses especialitzades i es va concentrar en la producció de xassissos i forquilles de suspensió (Montgomery va subministrar, de fet, unitats de xassissos i forquilles a George Brough, l'amo de Brough Motorcycles). En un anunci de l'època, Montgomery afirmava que «aquestes màquines Montgomery són per als homes que prefereixen una muntura distingida pel que fa a l'aspecte i rendiment. Aquest grau addicional de solvència -els petits detalls que distingeixen la màquina 'súper' de la simple motocicleta-, són consubstancials a Montgomery i a un preu increïblement baix».

## Història
La primera motocicleta de Montgomery Motorcycles, amb motor bicilíndric pla Morton and Weaver, aparegué el 1913. La Primera Guerra Mundial va aturar la producció, que no es va reprendre fins al 1922 a Coventry. William Montgomery va continuar experimentant amb el disseny de sidecars i, de fet, va competir ell mateix a la cursa de sidecars del TT de l'illa de Man de 1923. La fàbrica de Montgomery va ser totalment destruïda per un incendi el 1925, però l'empresa se'n va poder finalment recuperar i cap al 1930 ja era líder en la producció de motocicletes de dos i quatre temps de qualitat. El model superior de la gamma era el Greyhound, acabat en una pintura especial d'esmalt gris. La Segona Guerra Mundial va posar fi a tota la producció de l'empresa i Montgomery va tancar el 1939.

## Models

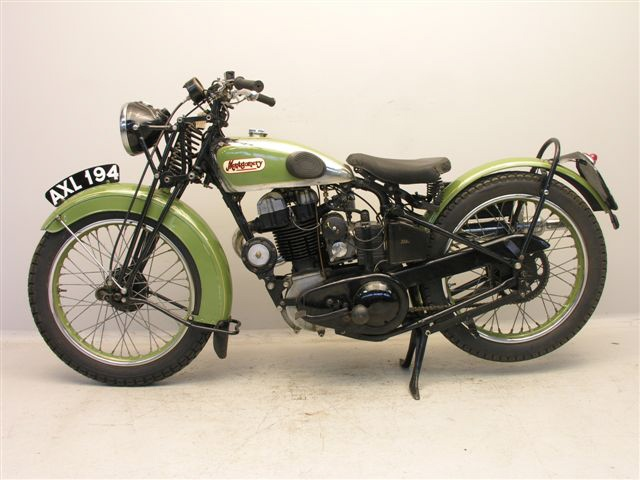
Montgomery De Luxe 350 de 1934

| Model                     | Any  | Notes                               |
| ------------------------- | ---- | ----------------------------------- |
| Montgomery Anzani         | 1924 | 996 cc 8 vàlvules, 57 graus, V-twin |
| Montgomery Greyhound      | 1930 | 680cc (70 x 88 mm) ohv JAP V-twin   |
| Montgomery De Luxe 350 cc | 1934 | Motor JAP                           |